# Церква Успіння Пресвятої Богородиці (Гермаківка, ПЦУ)
Церква Успіння Пресвятої Богородиці в Гермаківці — парафія і храм Борщівського благочиння Тернопільської єпархії Православної церкви України в селі Гермаківка Чортківського району Тернопільської области.
Оголошена пам'яткою архітектури місцевого значення (охоронний номер 1828).

## Історія церкви
На пагорбі, оточений деревами, стоїть храм Успіння Пресвятої Богородиці, зведений в 1815 році. Його вигляд вражає монументальністю: дві вежі, за якими здіймається великий круглий купол.
Храм оточений мурованою огорожею з наріжними вежами, що створює враження оборонного комплексу. У саму огорожу вбудовано невелику дзвіницю. У цоколь святині вмуровані кам'яні могильні хрести з пісковика, датовані серединою XVIII століття.
На церковному подвір'ї встановлено пам'ятники на честь 900-ліття та 1000-ліття Хрещення Русі. Один із них, особливо цікавий, має напис (мовою оригіналу): «РК 1888 сей хресть поставили на хвалу Божу хлопці Скольади Стифан Ярема, Питро Назарків, Дмитро Матійів, Василь Лисюк, Питро Ліпницкий».

## Парохи
- о. Володимир Стефанко.